# Cottage d'Anne Hathaway
Le cottage d'Anne Hathaway est un cottage du XVe siècle de style Tudor, un jardin à l'anglaise et un musée de Shottery (hameau de Stratford-upon-Avon) dans le Warwickshire en Angleterre où Anne Hathaway (1555-1623) (épouse du poète, dramaturge et écrivain William Shakespeare) est née et a vécu jusqu’à son mariage en 1582.

## Historique
En 1555 Anne Hathaway nait dans ce cottage / chaumière / maison à colombages / ferme avec un domaine de 36 hectares de terres à environ 1 mile (1,6 km) à l'ouest de la maison natale de Shakespeare de Stratford-upon-Avon.
Elle y vit jusqu’à son mariage avec William Shakespeare le 28 novembre 1582 avec qui elle aura trois enfants Susanna et deux jumeaux, Hamnet et Judith.
En 1892 la maison est acquise par la Fondation Shakespeare Birthplace Trust pour en faire un musée avec verger, jardin à l'anglaise et jardin de plantes aromatiques ou sont exposées des œuvres d'art.